# HD 114762 b
HD 114762 b – gwiazda w gwiazdozbiorze Warkocza Bereniki. Krąży wokół masywniejszej gwiazdy HD 114762; przez wiele lat była uznawana za jedną z pierwszych odkrytych planet pozasłonecznych lub brązowych karłów. Późniejsze oceny masy wykluczają jej planetarną naturę.

## Historia badań
Obiekt HD 114762 b został wykryty w 1989 roku przez zespół astronomów pod kierunkiem Davida Lathama, dzięki wykryciu zmian prędkości radialnej okrążanej przez niego gwiazdy. Niska masa minimalna (mˑsin i) równa około 11 mas Jowisza wskazywała, że może to być pierwszy odkryty brązowy karzeł, a nawet planeta pozasłoneczna będąca gazowym olbrzymem. Nachylenie orbity obiektu względem kierunku obserwacji pozostawało jednak nieznane, co nie pozwalało stwierdzić, jaka jest jego natura.
Obiekt krąży wokół gwiazdy z okresem obiegu około 84 dni, po ekscentrycznej orbicie. Gwiazda HD 114762 ma także drugą towarzyszkę, czerwonego (lub brązowego) karła na dalekiej orbicie.
Nachylenie orbity okazało się bardzo niskie, zaledwie 5° ± 1°. Żeby wywołać obserwowany efekt, obiekt musi mieć masę ponad 100 razy wyższą niż Jowisz. To wyklucza możliwość, że HD 114762 b jest planetą.